# Ribadesella (kommunhuvudort)
Ribadesella (occitanska: Ribeseya) är en kommunhuvudort i Spanien.   Den ligger i provinsen Province of Asturias och regionen Asturien, i den norra delen av landet, 400 km norr om huvudstaden Madrid. Ribadesella ligger 20 meter över havet och antalet invånare är 6 245.
Terrängen runt Ribadesella är kuperad söderut, men åt nordväst är den platt. Havet är nära Ribadesella norrut. Runt Ribadesella är det ganska tätbefolkat, med 70 invånare per kvadratkilometer. Närmaste större samhälle är Cangas de Onís, 13,4 km söder om Ribadesella. 